# Шахматы (Агатов)
«Шахматы» — стихотворение русского советского поэта Владимира Агатова, написанное в 1918 году. В нём символически переплетаются шахматная игра между французским королём и шутом и события Великой французской революции. По распространённому мнению, долго приписывалось Апухтину, Беранже и другим поэтам. Создано в 1918 году в Киеве, когда Агатову было шестнадцать лет. Он вспоминал, что писал его в холодной комнате при свете коптилки. Автор прочитал своё произведение в киевском поэтическом кафе «ХЛАМ» (Художники, литераторы, актёры, музыканты), где по вечерам выступали поэты. На следующий день композитор Юлий Хайт положил его на музыку, а мелодекламацию впервые исполнил актёр Николай Светловидов. Позже со стихотворением на сцене выступали Борис Борисов, Василий Качалов, Николай Ходотов и другие известные исполнители.  
В первом номере журнала «Шахматы в СССР» поэт рассказывал, что написал стихотворение: «под влиянием множества прочитанных книг о Великой французской революции... Форма стихотворения, конечно, не случайна. Я хотел поэтически как-то выразить свою любовь к шахматам». В 1973 году Эммануил Штейн включил стихотворение первым в книгу «Мнемозина и Каисса» — первую в истории антологию русской поэзии на шахматную тематику.  